# Broc (Noyant-Villages)
Broc è un ex comune francese di 349 abitanti situato nel dipartimento del Maine e Loira nella regione dei Paesi della Loira, ora frazione di Noyant-Villages.

## Società

### Evoluzione demografica
Abitanti censiti